# Куени (Валча)
Куени (рум. Cueni) насеље је у Румунији у округу Валча у општини Роешти. Oпштина се налази на надморској висини од 301 m.

## Становништво
Према подацима из 2002. године у насељу је живело 638 становника, од којих су сви румунске националности.